# Mathias Bengtsson (kristdemokrat)
Mathias Birger Daniel Bengtsson, född 26 april 1998 i Almby församling i Örebro, är en svensk politiker (kristdemokrat) från Gagnef. Han är ordinarie riksdagsledamot sedan 2022, invald för Dalarnas läns valkrets.
Bengtsson är uppvuxen och bor i Gagnefs kommun, Dalarnas län, där han även är kommunpolitiker.

## Politisk karriär

### Ungdomspolitik
Han valdes till distriktsordförande för Kristdemokratiska Ungdomsförbundet (KDU) i Dalarna 2015, en post han sedan hade i två år fram till 2017.

### Kommunpolitik
Bengtsson har varit politiskt aktiv inom Kristdemokraterna sedan 2014. Två dagar efter att han fyllt arton valdes han in i kultur- och fritidsnämnden i Gagnefs kommun. Därmed blev han den yngste personen någonsin att inneha ett kommunpolitiskt uppdrag i Gagnefs kommun. Sen dess har han verkat som kommunpolitiker och profilerat sig kring frågor som rör barn och unga.
Som 20-åring valdes han in i kommunfullmäktige i Gagnef, som vid tidpunkten hade en genomsnittlig ålder på 59 år. I kommunfullmäktige blev han rekordung gruppledare för Kristdemokraterna, en post han hade mellan 2018 och 2022. Bengtsson bedrev en framgångsrik personvalskampanj i kommunvalet 2022 och lyckades med sina 114 personkryss klättra förbi både ettan och tvåan på partiets valsedel.

### Riksdagen
Bengtsson är den yngste Kristdemokraten någonsin att bli vald till en egen plats i Riksdagen.
I riksdagsvalet 2022 blev han den mest personkryssade Kristdemokraten från Dalarna och valdes in i Sveriges Riksdag. Därmed blev han även den tredje riksdagsmannen i historien från Gagnefs kommun.
Som nybliven riksdagsledamot tog Bengtsson plats i utbildningsutskottet och utsågs i november 2022 till Kristdemokraternas utbildningspolitiska talesperson. I den rollen har han bland annat profilerat sig i frågor som rör ungas psykiska ohälsa, studiero och elevhälsan.  Han har flera gånger deltagit i presskonferenser på regeringskansliet tillsammans med skolminister Lotta Edholm.
I januari 2024 blev han utsedd till en av Sveriges 30 mäktigaste politiker under 30 år. I den listan lyfts han fram som en politiker som "kommer gå långt".